# 마리오 산타나
마리오 알베르토 산타나(스페인어: Mario Alberto Santana, 1981년 12월 23일 ~)는 아르헨티나의 전 축구 선수이다.